# كليمنت بيدل
كليمنت بيدل (بالإنجليزية: Clement Biddle)‏ هو تاجر أمريكي، ولد في 10 مايو 1740 في فيلادلفيا في الولايات المتحدة، وتوفي في 14 يوليو 1814.